# Mestoklema elatum
Mestoklema elatum är en isörtsväxtart som beskrevs av Nicholas Edward Brown och H.F. Glen. Mestoklema elatum ingår i släktet Mestoklema och familjen isörtsväxter. Inga underarter finns listade i Catalogue of Life.